# دائم الخضرة: الطريق إلى التقنين (فلم)
دائم الخضرة: الطريق إلى التقنين (بالإنجليزية: Evergreen: The Road to Legalization) هو فيلم وثائقي لعام 2013 من إخراج رايلي مورتون (بالإنجليزية: Riley Morton) حول تمرير ولاية واشنطن لمبادرة لإلغاء تجريم الحشيش الترفيهي. قام بكتابة الفيلم نيلز كوان ويضم محامي الدفاع دوغ هيات ومحامي الاتحاد الأمريكي للحريات المدنية أليسون هولكومب وبيت هولمز وجون مكاي ومعارض المبادرة ستيف ساريش وريك ستيفز.

## روابط خارجية
- الموقع الرسمي
- مقالات تستعمل روابط فنية بلا صلة مع ويكي بيانات